# ماگارسا
ماگارسا (یونانی باستان: Μάγαρσα) یا ماگارسوس (Μάγارσος)، یا مگارسوس (Μέγαρσος) شهری در بخش شرقی کیلیکیه باستان بود که بر روی ارتفاعات نزدیک به مصب رودخانه پیراموس قرار داشت. اسکندر مقدونی، پیش از نبرد ایسوس، از سُلی به ماگارسا لشکر کشید و در آنجا قربانی‌هایی برای آتنا مگارسیس، و آمفیلخوس - پسر آمفیاروس، بنیانگذار نامی آن منطقه - تقدیم کرد. به نظر می‌رسد این شهر بندرگاه مالوس بوده‌است. بعداً در عصر هلنیستی این شهر دوباره تأسیس شد و Antiochia ad Pyramum (انطاکیه در پیراموس) نام گرفت.
استرابون می‌نویسد که در زمان او آرامگاه‌های آمفیلخوس و موپسوس در ماگارسا قرار داشته‌اند.
محل استقرار این شهر باستانی نزدیک به دورت‌دیرَک، قره‌تاش در آناتولی امروزی در ترکیه است.